# Sergej Aslamasjan
Sergej Sacharowitsch Aslamasjan (auch Sarkis Aslamazyan, armenisch Սերգեյ Ասլամազյան Sergej Aslamasjan, russisch Сергей Захарович Асламазян Sergej Sacharowitsch Aslamasjan; * 2. Februarjul. / 14. Februar 1897greg. in Mosdok, Oblast Kaukasus, Russisches Kaiserreich, heute Republik Nordossetien-Alanien, Russische Föderation; † 27. September 1978 in Moskau, Sowjetunion) war ein sowjetischer Violoncellist,  Musikpädagoge, Komponist und Arrangeur armenischer Herkunft.

## Leben und Werk
Sergej Aslamasjan studierte von 1915 bis 1918 und von 1922 bis 1927 am Moskauer Konservatorium. Im selben Jahr wurde er dort graduiert. 1929 absolvierte er die Aspirantur. Zu seinen Lehrern zählten Alfred von Glehn und Semjon Matwejewitsch Kosolupow (1884–1961).  Aslamasjan war Gründungsmitglied des Komitas-Quartetts und spielte in diesem Ensemble von 1925 bis 1968. Seit 1937 unterrichtete er selbst am Moskauer Konservatorium Violoncello und Streichquartettspiel. Am 4. November 1939 wurde ihm das Ehrenzeichen der Sowjetunion verliehen. 1945 erhielt er den Ehrentitel Volkskünstler der Armenischen SSR. 1946 erhielt er den zu dieser Zeit noch Stalinpreis genannten Staatspreis der UdSSR zweiter Klasse. 1947 wurde er am Moskauer Konservatorium zum Professor ernannt. 1965 erhielt er den Staatspreis der ASSR. Er schrieb Arrangements und Bearbeitungen verschiedener Werke für Violoncello und für Streichquartett, Streichorchester und Celloensembles. 1950 veröffentlichte Sergej Aslamasjan eine Suite über Themen armenischer Volkslieder für Streichquartett. Er unterrichtete an der Gnessin Musikschule die Violoncellistin Natalja Grigorjewna Gutman.
Sergej Aslamasjan wurde auf dem Armenischen Friedhof in Moskau bestattet. Seine Arbeiten werden immer noch geschätzt. Vor allem die Bearbeitungen von Kompositionen Komitas Vardapet werden immer wieder von verschiedenen Ensembles aufgeführt, so das Kuss Quartett bei einem Konzert im Kleinen Saal der Elbphilharmonie am 30. März 2018 auf.

## Publikationen (Auswahl)
- Suite über Themen armenischer Volkslieder für zwei Violinen, Viola und Violoncello, Musgis, 1950
- Vierzehn Stücke über Themen armenischer Volkslieder, Musgis, 1960
- Armenische Volkslieder und Tänze für Streichquartett, Musgis, 1961
- Luigi Boccherini: Konzert Nr. 2 D-Dur für Violoncello und Orchester, Bearbeitung für Streichorchester von Sergej Aslamasjan, Musgis, 1971
- Сочинения и обработки [Kompositionen und Arrangements] für zwei Violinen, Viola und Violoncello, Sowetski Kompositor, Moskau, 1976 Inhalt. A Kompositionen  I Variationen über ein Thema von Niccolò Paganini II Vierzehn Stücke über armenische Volksliedthemen B Bearbeitungen: I Georg Friedrich Händel: Passacaglia II Sergej Prokofjew: Gavotte aus der 1. Sinfonie III Лучинушка [Luschinuschka] IV Светит месяц [Swetit Mesjatz], Russisches Volkslied

## Einspielungen (Auswahl)
Im Oktober 2007 wurden beim Label Naxos auf der CD Caucasian Impressions die beiden Stücke Haberban  und Alai luches aus den Vierzehn Stücken über Themen armenischer Volkslieder veröffentlicht. Eingespielt wurden sie vom Caucasian Chamber Orchestra unter der Leitung des Dirigenten Uwe Berkemer.
Am 1. Juli 2015 wurde die Bearbeitung einer Passacaglia von Georg Friedrich Händel, eingespielt vom Litauischen Kammerorchester unter der Leitung von Saulus Sondeckis, beim Label Sacrambow veröffentlicht.
Auf der CD Best of Klassik 2016 Die Echo-Klassik-Preisträger spielten der Geiger Sergej Kachatrjan und die Pianistin Lusine Kachatrjan die Bearbeitung von The crane von Komitas Vardapet ein.